# Lloyd C. Douglas
Lloyd Cassel Douglas (27. srpna 1877 – 13. února 1951) byl americký luterský pastor a autor několika úspěšných historických románů z doby počátku křesťanství. Jeho romány jsou podobné v Česku mnohem známějším románům Henryka Sienkiewicze.

## Dílo
- Seznam děl v Souborném katalogu ČR, jejichž autorem nebo tématem je Lloyd C. Douglas
- Roucho (The Robe), líčí život římského vojáka Marcella, kterému připadne úkol ukřižovat Krista; posléze získá Kristovo roucho
- Velký rybář (The Big Fishermann), vypráví o životě sv. Petra
- Nádherná posedlost (Magnificent Obsession)